# 李伯祥
李伯祥（1938年—），中国相声演员。其表演气力足、机智灵巧，以贯口活见长，与搭档杜国芝的佯装敦厚其实心知肚明风格配合默契，形成了他们二人的独特表演风格，被艺术评论界称为“李杜黄金搭档”。

## 经历
李伯祥生于北京，父亲李洁尘也是一位相声演员。1943年起，五岁的李伯祥就随着父亲四处演出，学说相声。6岁时在南京贡院街金谷茶园首次登台演出，艺名小神童。1949年，李伯祥由北京启明茶社到天津小梨园、玉壶春等处演出。同年冬天，拜父亲的朋友，著名相声演员赵佩茹为师。1978年李伯祥开始和杜国芝合作表演相声。1979年，两人都调入天津市曲艺团，担任相声教师。
1990年中央电视台录制传统相声，李伯祥分别杜国芝、孙少臣合作表演其中的数十段。1997年又在天津录制了多段传统相声，其中的《醋点灯》、《财迷回家》等节目倍受赞誉。1997年，李伯祥参加天津的中华曲苑、天津名流茶馆恢复相声大会的演出。其弟子有戴志诚、王平、郑健等人。